# Honda Fury
La Honda Fury (chiamata anche VT 1300 CX in Europa) è un motociclo prodotto dalla casa motociclistica giapponese Honda dal 2009.

## Descrizione

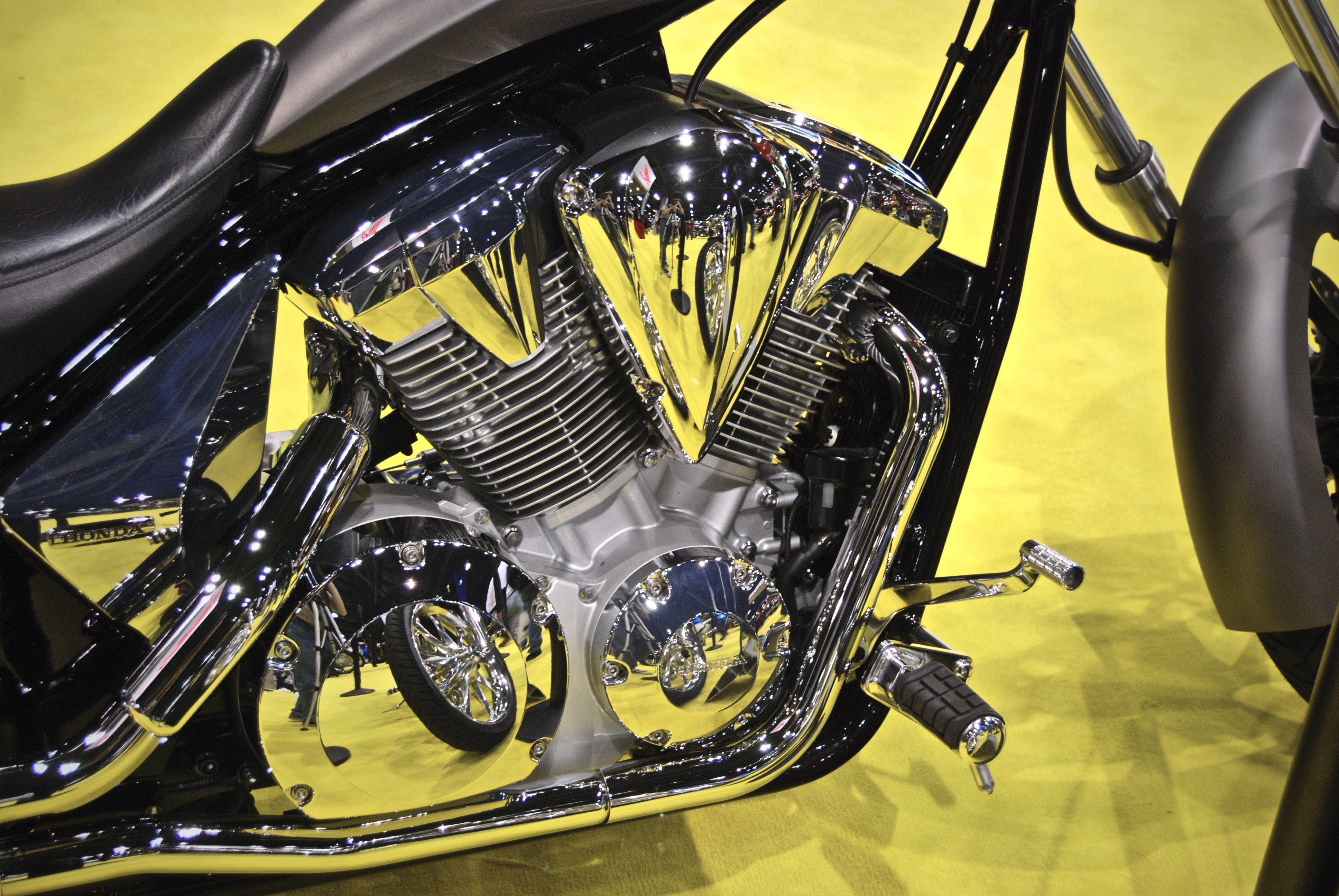
Motore

Pensata e venduta inizialmente solo nel mercato statunitense come Honda Fury, in seguito è stata importata anche in Europa con lievi modifiche come l'inclinazione della forcella.
La moto è dotata di un propulsore dalla cilindrata di 1312 cm³ a due cilindri a V avente angolo tra le bancate di 52°, con distribuzione a singolo albero a camme in testa con 6 valvole, 3 per cilindro. Il bicilindrico ha un alesaggio di 89,5 mm e una corsa di 104,3 mm, con un rapporto di compressione di 9,2:1.
La moto utilizza un telaio tubolare a doppia culla in acciaio, con all'anteriore una forcella telescopica e un gruppo molla/ammortizzatore con forcellone in fusione di alluminio al posteriore, entrambi regolabili.